# Jacques de Lombard-Taradeau
Jacques Athanase de Lombard-Taradeau est un homme politique français né le 2 mai 1750 à Draguignan et décédé le 26 janvier 1821 à Paris.

## Biographie
Lieutenant général de la sénéchaussée de Draguignan en 1776, il est élu député du Tiers état en 1789 pour cette sénéchaussée, siégeant à droite. Il reste à l'écart de la politique jusqu'en 1797, il est secrétaire général du ministère de la Police sous Fouché et est élu député du Var de 1802 à 1807. Il est ensuite archiviste du Ministère de la Police jusqu'en 1813.